# Die Eule und die Nachtigall
Die Eule und die Nachtigall (englisch: The Owl and the Nightingale) ist ein mittelenglisches Gedicht des 12. oder 13. Jahrhunderts und handelt von einem Streit zwischen einer Eule und einer Nachtigall, so, wie er vom Autor angeblich erlebt wurde. Es ist eines der bekanntesten der für die mittelenglische Literatur bedeutenden anonymen Gedichte.

## Urheber und Datierung
Es existieren heute nur noch zwei Abschriften dieses Textes, einer in der Nationalbibliothek Großbritanniens (als BL MS Cotton Caligula  A.IX) und die andere im Jesus College in Oxford (als Jesus College MS 29). Beide Handschriften stammen aus der zweiten Hälfte, wahrscheinlich sogar dem letzten Viertel, des 13. Jahrhunderts. Es wird üblicherweise davon ausgegangen, dass der Text im Zeitraum von 1189 bis 1216 geschrieben worden ist. Diese Annahme ist begründet durch die Erwähnung eines kürzlich verstorbenen Königs Henry, womit Heinrich II., der 1189 gestorben ist, gemeint sein könnte. Es wurde allerdings auch argumentiert, dass Heinrich III. ebenso gemeint sein könnte, womit der Text nicht früher als das Jahr 1279 hätte geschrieben werden können, nicht viel früher, als die beiden noch existierenden Handschriften.
Eine ähnliche Diskussion entfachte sich auch um die Identität des Autors des Gedichts. "Master Nicholas of Guildford", der im Text beiläufig erwähnt wird, ist einer der möglichen Kandidaten. Daneben wurden noch zahlreiche weitere Namen in die Diskussion geworfen, meist kirchliche Würdenträger.

## Inhalt
Anders als viele andere mittelalterliche Gedichte, die einen Streit zum Thema haben, bietet Die Eule und die Nachtigall keine Lösung des Konflikts, weshalb der Leser selbst dazu gezwungen ist, den höchst zweideutigen Text zu deuten. Die Debatte selber hat einen sehr weitgefächerten Themenbereich, wie Religion oder Ehe. Dieser Themenumfang hat dazu geführt, dass Gelehrte den Text oft unterschiedlich interpretiert haben; als Antwort zur Darstellung der Eule im Buch Jesaja bis hin zu einem Lehrbuch für Diskussionen als Teil des Triviums. Auch viele historische Interpretationen wurden schon vorgenommen, etwa als Parodie der Beziehung zwischen Heinrich II und Thomas Becket.